# F.C. De Kampioenen seizoen 21
Reeks 21 van F.C. De Kampioenen werd voor de eerste keer uitgezonden tussen 4 december 2010 en 26 februari 2011. De reeks telt 13 afleveringen en is tevens de laatste reeks van F.C. De Kampioenen.
De opnames liepen van 4 april tot 15 december 2010.

## Overzicht
| Nr. serie | Nr. reeks | Titel van aflevering | Scenarist(en)                                                            | Uitzenddatum     |  |
| --- | --------- | -------------------- | ------------------------------------------------------------------------ | ---------------- |  |
| 261 | 1         | Champagnevoetbal     | Bart Cooreman                                                            | 4 december 2010  |  |
| Boma wil dat de Kampioenen dit jaar kampioen spelen en besluit de ploeg te verjongen en hij bedankt Xavier voor bewezen diensten. Hij heeft zelfs al voor een vervanger gezorgd: het jonge talent Jean-Jacques. De vrouwen zijn hier niet mee akkoord en willen Xavier terug bij de ploeg. |           |                      |                                                                          |                  |  |
| 262 | 2         | Poepa Boma           | Knarf Van Pellecom                                                       | 11 december 2010 |  |
| Goedele is jarig en Boma zoekt een geschikt cadeau. Doortje geeft hem het idee om Ronald te adopteren. Maar Goedele wil dit alleen aanvaarden als Ronald slaagt voor zijn examen astronomie. Carmen krijgt door de adoptiehistorie weer moedergevoelens en wilt Nero adopteren als haar eigen kind. |           |                      |                                                                          |                  |  |
| 263 | 3         | Music Maestro        | Carmino D'haene                                                          | 18 december 2010 |  |
| Nu de Kampioenen matchen blijven winnen, wil Boma ter promotie het clublied uitbrengen op single. Hij wil het lied samen inzingen met Ronny Mosuse, maar ook enkele andere Kampioenen willen meezingen. Er wordt een zangwedstrijd georganiseerd in het café om de beste zanger te vinden. Fernand wilt Carmen met een list verleiden en beroemd maken zodat ze op hem verliefd wordt. |           |                      |                                                                          |                  |  |
| 264 | 4         | Carmen BV            | Bart Cooreman                                                            | 25 december 2010 |  |
| Carmen wil een bekende Vlaming worden en gaat aan de slag als belspelpresentatrice. Haar debuut is echter een flop tot Ronald met groot nieuws komt. Bieke krijgt een job aangeboden in Amerika en besluit samen met Marc en Paulien te verhuizen. Pascale wil niet dat haar dochter en kleindochter zo ver weg gaan wonen en probeert hen thuis te houden. |           |                      |                                                                          |                  |  |
| 265 | 5         | De cover             | Geert Bouckaert                                                          | 1 januari 2011   |  |
| Boma organiseert een receptie in het café om Goedele haar doctoraatstitel te vieren. Tegelijkertijd nodigt Minou hem uit voor haar afscheidsfeest in de Pussycat. Boma probeert op beide plaatsen tegelijk te zijn. Carmen ontvangt een journalist. Omdat het bij haar niet chique genoeg is, gaat zij en Xavier tijdelijk wonen in het huis van Boma. |           |                      |                                                                          |                  |  |
| 266 | 6         | Heldendaad           | Dirk Nielandt                                                            | 8 januari 2011   |  |
| Fernand verhuurt de loft van Bieke en Marc aan Ronald. Ze organiseren samen zumbalessen in de hoop dat er knappe meisjes/vrouwen op afkomen. Xavier krijgt de opdracht om Prins Filip rond te leiden in de kazerne. Pascale wil het klokje van het hof aan de prins geven maar moet strijden tegen Carmen, die ook de prins wil ontmoeten. Bieke en Paulien keren terug uit Amerika na het faillissement van het bedrijf waarin Bieke werkte. Marc is echter aangehouden voor terrorisme.                                 |           |                      |                                                                          |                  |  |
| 267 | 7         | Boma in Brugge       | Bart Cooreman                                                            | 15 januari 2011  |  |
| Boma vraagt Goedele ten huwelijk in Brugge. Om het huwelijksaanzoek te laten slagen roept hij de hulp in van Doortje en Pol. De dag zelf draait uit tot een chaos door Carmen, werk van Goedele en een vergeten ring. Maar Boma is niet de enige met een huwelijksaanzoek. |           |                      |                                                                          |                  |  |
| 268 | 8         | De bende van Boma    | Pastapoora                                                               | 22 januari 2011  |  |
| Boma is depressief. Hij trekt er met de mannen op de motor op uit. Maurice gaat mee zodat hij de assen van maman kan uitstrooien in Lourdes. Tijdens de roadtrip beleven de vrienden verschillende avonturen. Bieke krijgt de opdracht een fanclub op te richten voor Carmen. Fernand wilt een graantje van meeprikken. Doortje neemt tijdelijk de leiding van Boma's fabriek over. |           |                      |                                                                          |                  |  |
| 269 | 9         | Een echte held       | Geert Bouckaert                                                          | 29 januari 2011  |  |
| Boma probeert Goedele terug te krijgen door een overval te ensceneren. Het is echter Pol die Goedele per ongeluk redt waardoor iedereen denkt dat Pol en Goedele iets hebben. Ondertussen organiseren Marc en Bieke het verlovingsfeest van Maurice en Pascale in een westerndorp. Fernand doet goede zaakjes met Marc maar dat brengt een nare nasmaak voor hem. |           |                      |                                                                          |                  |  |
| 270 | 10        | De Carmen            | Knarf Van Pellecom                                                       | 5 februari 2011  |  |
| Carmen krijgt met behulp van Aimee De Decker een eigen tijdschrift: De Carmen. Marc maakt een strip, Pascale ondergaat een make-over en Fernand maakt reclame in het blad. De vraag is wie er nu het meest verdient aan het tijdschrift. Doortje en Pol hebben relatieproblemen. Daarom schakelt ze Helga Botermans in. Ze heeft echter andere plannen met het koppel. |           |                      |                                                                          |                  |  |
| 271 | 11        | Marc burgemeester    | Bart Cooreman en Carmino D'haene, naar een idee van Brandon Van de Perre | 12 februari 2011 |  |
| Marc wordt burgemeester ad interim omdat de burgemeester zelf weggaat naar een congres. Carmen en Pol willen ervan profiteren. Fernand zit diep in de schulden. Op aanraden van Ronald begint hij een dancing in zijn toonzaal. Het einde van zijn rode rekening komt echter uit een onverwachte hoek. |           |                      |                                                                          |                  |  |
| 272 | 12        | Wodka                | Bart Cooreman                                                            | 19 februari 2011 |  |
| Wegens het dubbelhuwelijk van Pascale-Maurice en Boma-Goedele wil Ronald een grote vrijgezellenavond. Dit willen ze echter sober laten verlopen en zonder de vrouwen. Toch steekt Grootjans en een aangelegde mocktail daar een stokje voor. Fernand verkoopt zijn antiekzaak aan Marc en Bieke, die deze zullen afbreken om er een eigen stulpje te bouwen. |           |                      |                                                                          |                  |  |
| 273 | 13        | De mooiste dag       | Bart Cooreman                                                            | 26 februari 2011 |  |
| Zowel Boma en Goedele als Pascale en Maurice treden in het huwelijk. De ceremonie loopt niet vlekkeloos: De ring is kwijt, Marc moet de burgemeester vervangen en de belangrijke match blijft maar duren. Fernand ontmoet Bertha Boma, die voor het dubbelhuwelijk is teruggekeerd uit Australië, en ze worden een koppel. Tot plots de vrouw van Fernand opduikt … met zijn 7 (geld)zieke kindjes. Pol vraagt Doortje eindelijk ten huwelijk en de Kampioenen vieren dat ze na 21 jaar eindelijk kampioen zijn geworden. |           |                      |                                                                          |                  |  |

## Hoofdcast
- Marijn Devalck (Balthasar Boma)
- Loes Van den Heuvel (Carmen Waterslaeghers)
- Johny Voners (Xavier Waterslaeghers)
- Ann Tuts (Doortje Van Hoeck)
- Ben Rottiers (Pol De Tremmerie)
- An Swartenbroekx (Bieke Crucke)
- Herman Verbruggen (Marc Vertongen)
- Danni Heylen (Pascale De Backer)
- Tuur De Weert (Maurice de Praetere)
- Jaak Van Assche (Fernand Costermans)

## Vaste gastacteurs
- Machteld Timmermans (Goedele Decocq)
- Niels Destadsbader (Ronald Decocq)
- Fred Van Kuyk (Jean-Luc Grootjans)
- Peter Van De Velde (Kolonel De Brandt)
- Bart Van Avermaet (Luitenant De Decker)
- Luk D'Heu (Freddy Van Overloop)
- Agnes De Nul (Liliane Verhoeven)
- Myriam Mulder (Minou)
- Kadèr Gürbüz (Helga Botermans)
- Leah Thys (Madeleine Dubois-De Backer)
- Michel de Warzee (Jérôme Dubois)
- Camilia Blereau (Bertha Boma)
- Jef Demedts (Rechter)

## Scenario
Scenario:
- Bart Cooreman
- Carmino D'haene
- Knarf Van Pellecom
- Geert Bouckaert
- Dirk Nielandt
- Pastapoora (*)

Script-editing:
- Wout Thielemans
- Bart Cooreman

Naar een idee van:
- Brandon Van de Perre

(*) Pastapoora is het pseudoniem voor Ann Ricour, Annemie Leroy, Luc Standaert en Ivo Chiang.

## Regie
- Ivo Chiang
- Johan Gevers

## Productie
- Rik Stallaerts